# Cecil Forsyth
Cecil Forsyth (Greenwich, 30 novembre 1870 – New York, 7 dicembre 1940) è stato un compositore, violista e musicologo inglese.
Ha studiato presso l'Università di Edimburgo e al Royal College of Music, con Charles Villiers Stanford e Hubert Parry. Ha lavorato come violista nella Queen’s Hall Orchestra, trasferendosi poi a New York nel 1914, dove ha lavorato per l'editore H.W. Gray.
Il lavoro teorico più noto di Forsyth è il suo trattato di orchestrazione, pubblicato nel 1914 e revisionato nel 1935, uno dei più completi all'epoca. Tra gli altri testi da lui pubblicati vi sono Music and Nationalism: A Study of English Opera (1911), Choral Orchestration (1920), A History of Music (1916, in collaborazione con Stanford) e A Digest of Music History (1923). Per quanto riguarda la produzione musicale, ha composto due opere (Westward Ho! e Cinderella), due messe, un concerto per viola (eseguito per la prima volta da Émile Férir ai proms del 1903) e svariate composizioni cameristiche, sinfoniche e corali, tra le quali la ballata corale Tinker, Tailor e la Chanson celtique per viola e pianoforte.